# Ꚙ
Pour les articles homonymes, voir OO.
Ꚙ (minuscule ꚙ) est une  lettre de l’alphabet cyrillique utilisée en vieux-slave du XVe au XVIIe siècle.

## Représentations informatiques
L’o dans l’o peut être représenté avec les caractères Unicode (latin étendu D) suivants :
| formes    | représentations | chaînes de caractères | points de code | descriptions                   |
| --------- | --------------- | --------------------- | -------------- | ------------------------------ |
| capitale  | Ꚙ               | Ꚙ                     | U+A698         | lettre majuscule cyrillique oo |
| minuscule | ꚙ               | ꚙ                     | U+A699         | lettre minuscule cyrillique oo |